# Microbotryum marginale
Espèce
Synonymes
- Uredo bistortarum var. marginalis DC., 1815 (basionyme)[1]
- Uredo marginalis (DC.) Rabenh., 1815[1]
- Caeoma marginale (DC.) Link, Caroli a Linné, 1825[1]
- Ustilago marginalis (DC.) Lév., 1849[1]
- Bauhinus marginalis (DC.) Denchev, 1997[1]
- Ustilago bistortarum var. marginalis (DC.) B.Lindeb., 1959[1]
- Uredo bistortarum subsp. marginalis DC.[1]

Microbotryum marginale est une espèce de champignons basidiomycètes phytoparasites  de la famille des Microbotryaceae et du genre Microbotryum. Ce microchampignon européen provoque la maladie cryptogamique de la rouille sur les parties végétatives de Bistorta officinalis.
Microbotryum marginale produit des sores d'1 à 2 mm de diamètre ressemblant à de grandes pustules gris plomb uniformément réparties le long du bord des jeunes feuilles, généralement si nombreuses qu'elles s'unissent en une crête continue. Lorsque la membrane extérieure se rompt, une masse de spores brunâtre à noir-violet est libérée. Ces spores sont plus ou moins sphériques et mesurent de 11 à 17 μm de long pour 10,5 à 14,5 μm de large. Une fois les spores complètement diffusées, les pustules flétrissent et roussissent. L'infection est systémique et pérenne,,. 
L'espèce est généralement visible au printemps avant la floraison de Bistorta officinalis, mais il est possible d'en apercevoir les stigmates jusqu'en été. Elle est présente de la plaine à l'étage alpin, mais principalement aux étages montagnard et sub-alpin, et relativement rare en Europe centrale,.

Microbotryum marginale sur Bistorta officinalis
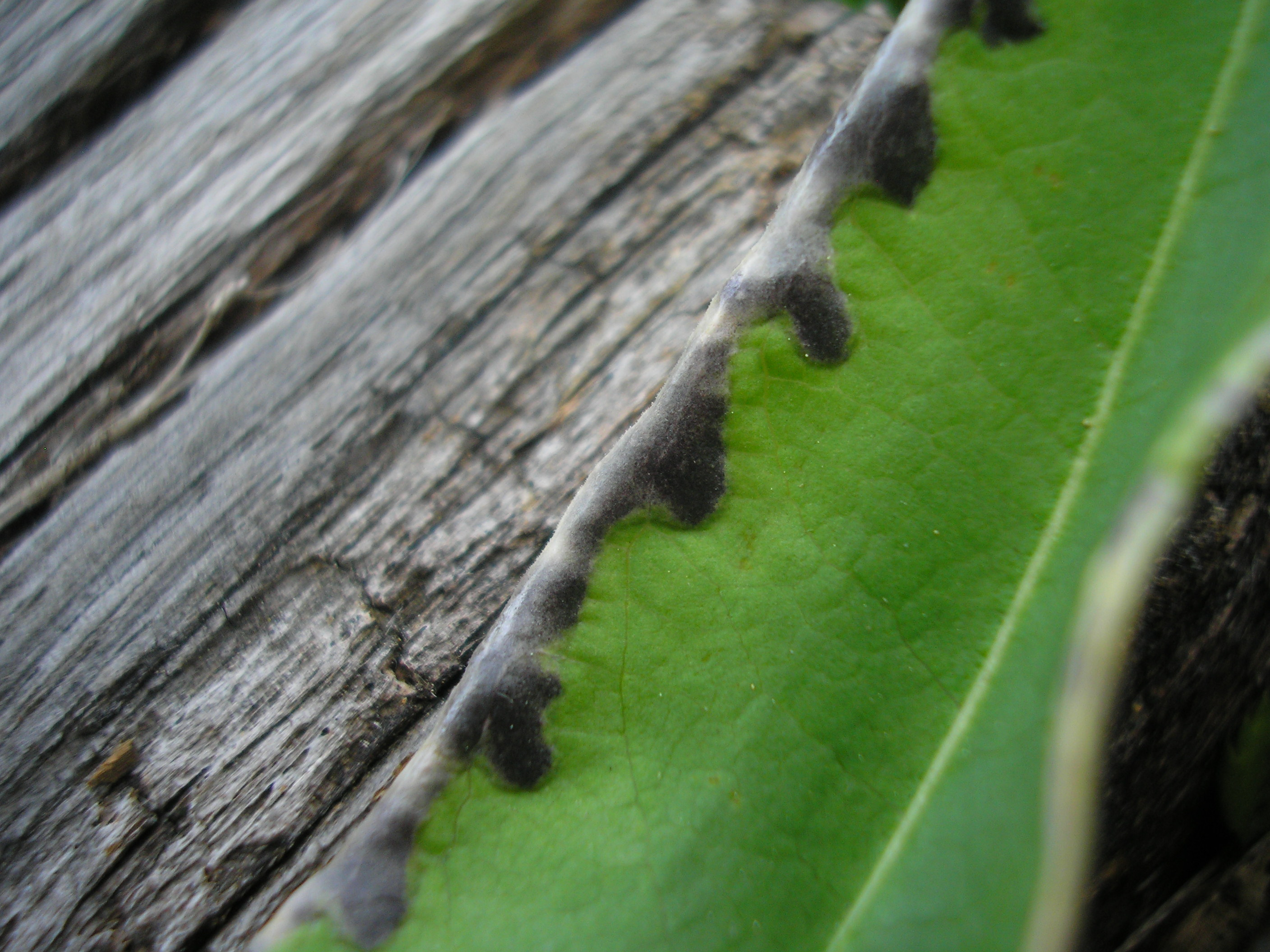
Sores recouvertes de leur membrane gris plomb.
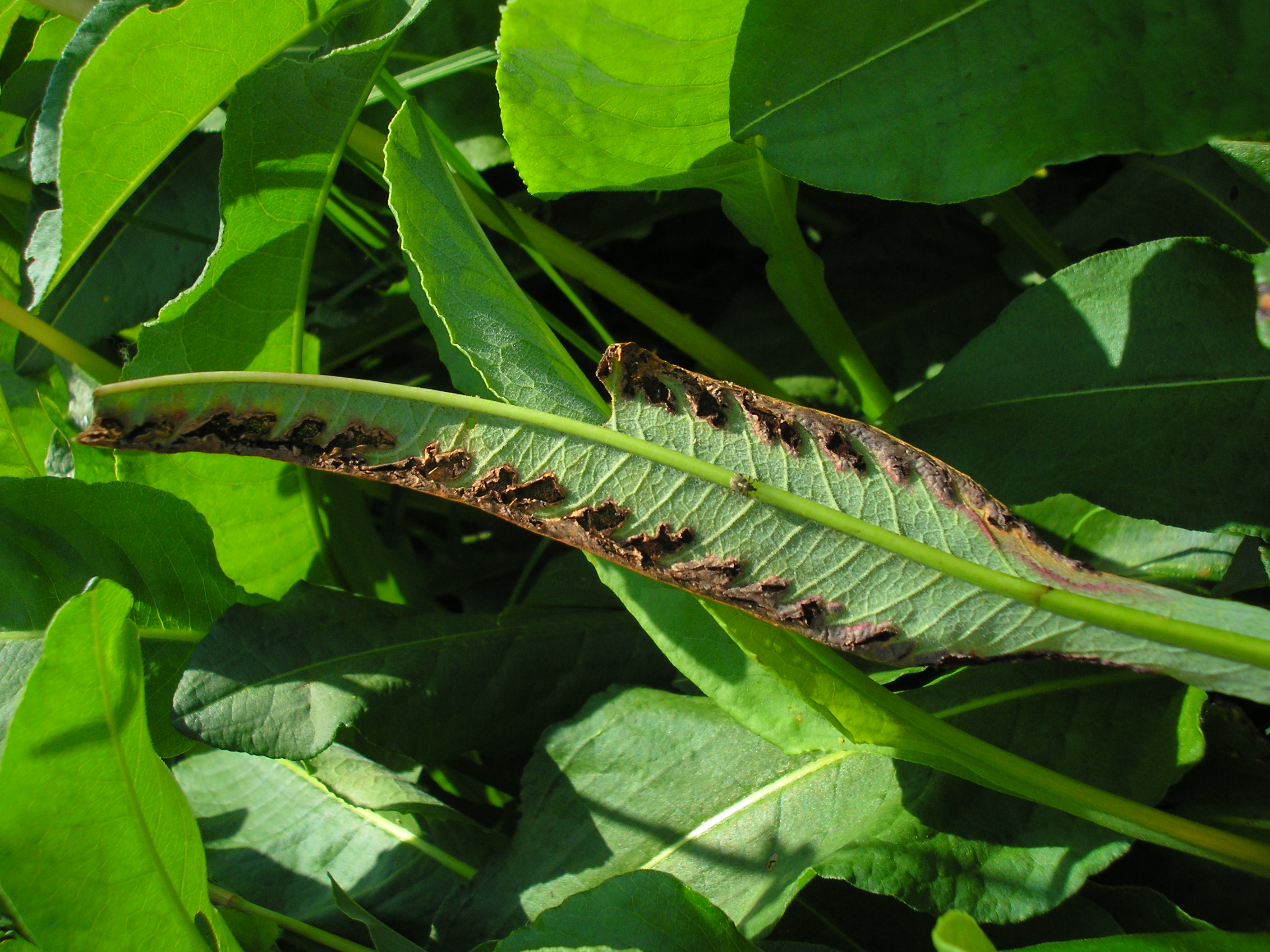
Masse de spores libérées.
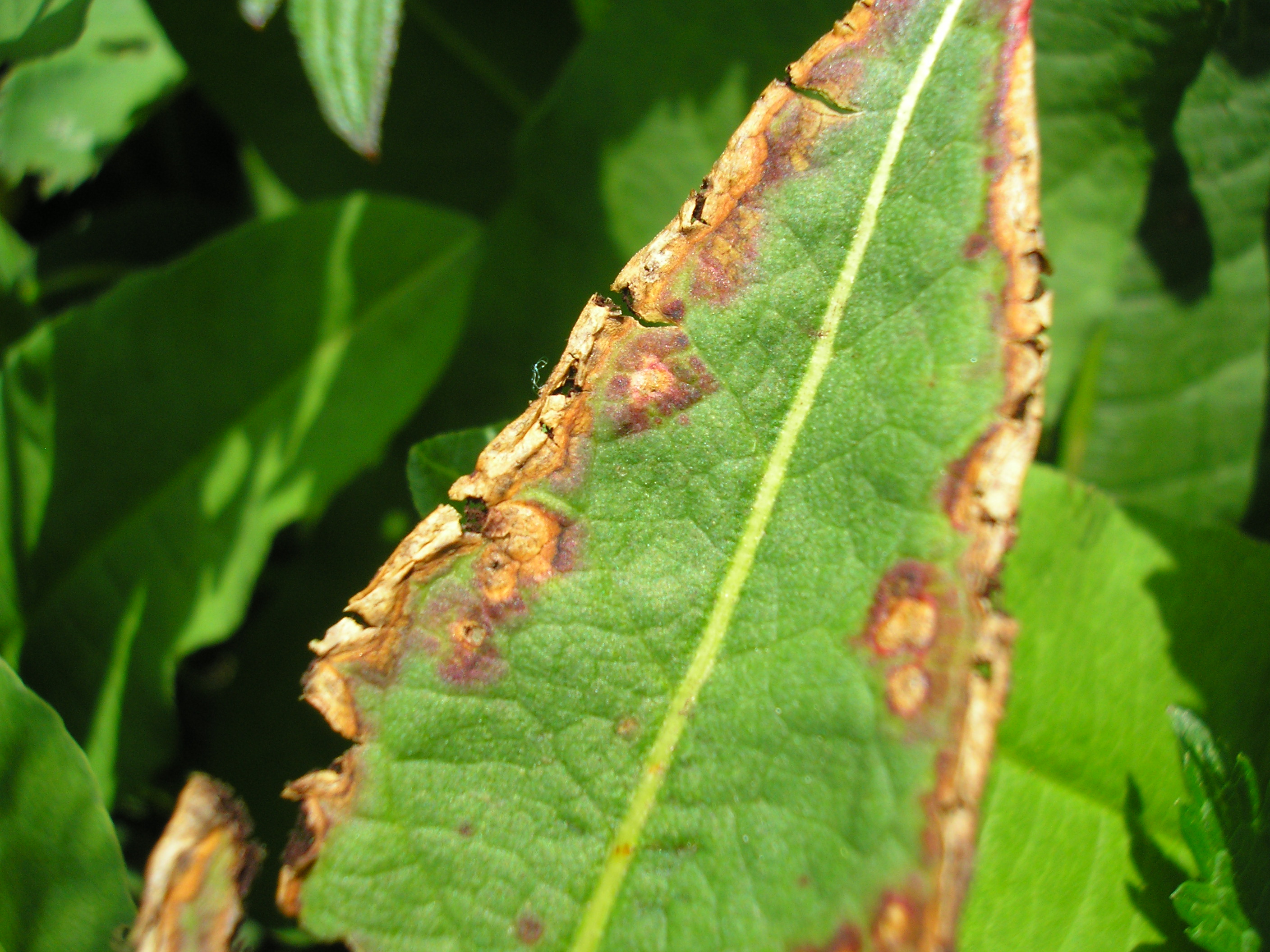
Roussissement des anciennes sores.
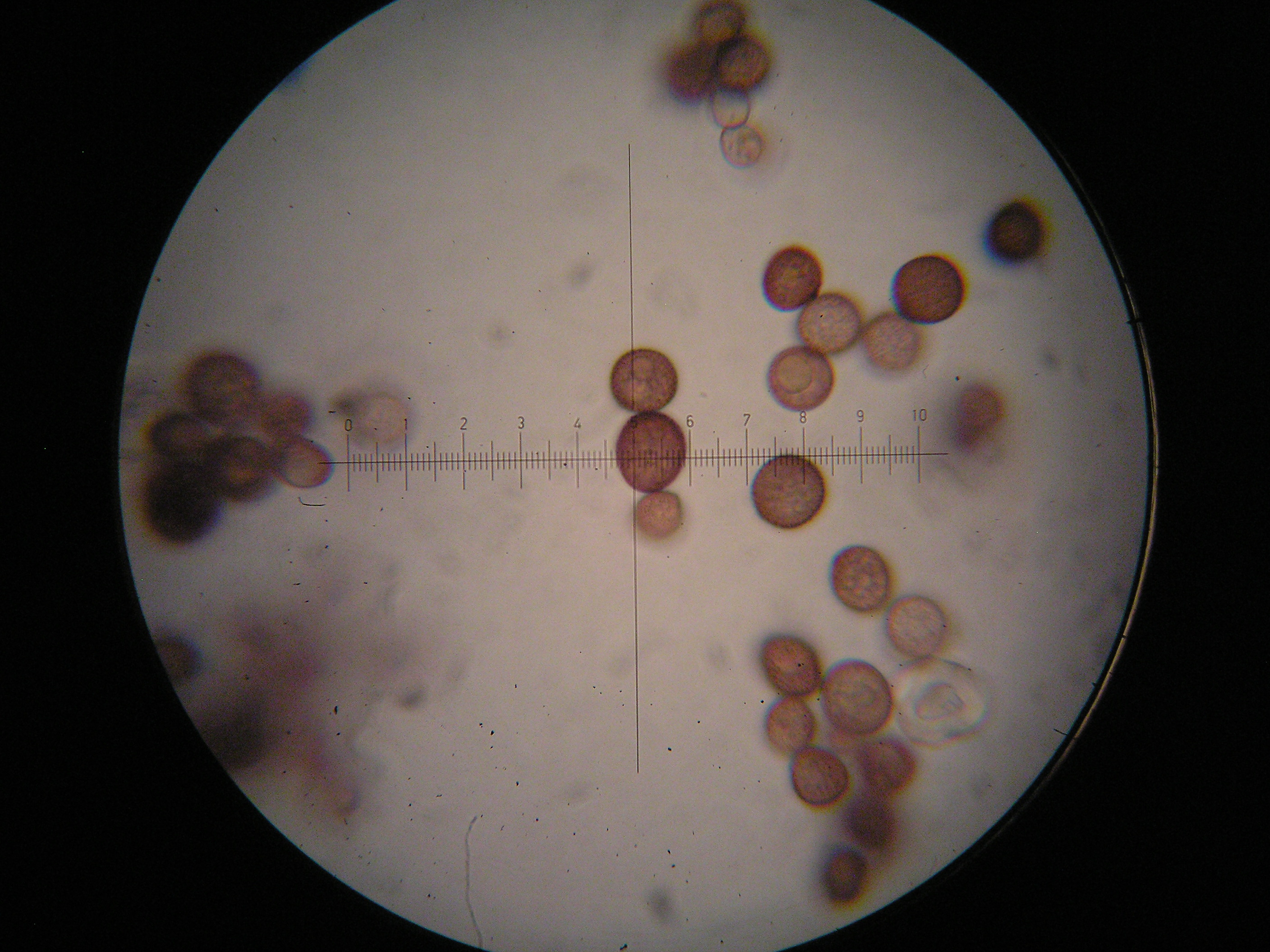
spores.